# Hurra for os - !
Hurra for os - ! er en dansk oplysningsfilm fra 1963, der er instrueret af Hagen Hasselbalch efter eget manuskript. Filmen er også udsendt i engelsksproget version: Meet the Danes.

## Handling
Satire over dårlig behandling af udenlandske turister i Danmark. Filmen agiterer for, at danskerne skal opføre sig som ordentlige værtsfolk for gæsterne.